# Войцех Єжи Гас
Войцех Єжи Гас (пол. Wojciech Jerzy Has; 1 квітня 1925, Краків, Польща — 3 жовтня 2000, Лодзь, Польща) — польський кінорежисер, сценарист, продюсер.
Провів своє дитинство та юні рокия у Кракові. Під час німецької окупації навчався у Краківській школі бізнесу та комерції. Згодом долучився до підпільних занять Академії образотворчих мистецтв у Кракові. 1943 року вона припинила існування, проте після війни він продовжив там заняття. 1946 року Гас закінчив однорічний курс кіно і розпочав займатися зйомками освітні та документальних фільмів на Студії документальних фільмів у Варшаві. В 1950-их почав працювати у кіношколі в Лодзі. Заради роботи переїхав до цього міста.
В 1981-87 роках був керівником художнього колективу «Рондо». У 1987-89 — був членом Комітету Кінематографії. У 1989-90 рр. був на посаді декана одного з факультетів Кіношколи у Лодзі, а 1990-96 — її ректором.
21 травня 2010 року ім'я режисера отримала пара потягів interREGIO, які курсують між Варшавою та Лодзю.

## Фільмографія
- 1946 — Dwie godziny
- 1947 — Ulica Brzozowa
- 1948 — Harmonia
- 1949 — Parowóz P7-47
- 1950 — Moje miasto
- 1950 — Pierwszy plon
- 1951 — Scentralizowana kontrola przebiegu produkcji
- 1951 — Mechanizacja robót ziemnych
- 1952 — Zielarze z Kamiennej Doliny
- 1952 — Karmik Jankowy
- 1952 — Harcerze na zlocie
- 1955 — Nasz zespół
- 1957 — Pętla
- 1958 — Pożegnania
- 1959 — Wspólny pokój
- 1961 — Rozstanie
- 1962 — Jak być kochaną (за повістю Казімежа Брандиса)
- 1962 — Złoto
- 1964 — Рукопис, знайдений у Сарагосі
- 1968 — Lalka (по роману Болеслава Пруса)
- 1973 — Санаторій під клепсидрою / Sanatorium pod Klepsydrą (за книгою Бруно Шульца)
- 1982 — Нецікава історія / Nieciekawa historia (за повістю Чехова)
- 1985 — Pismak
- 1986 — Osobisty pamiętnik grzesznika… przez niego samego spisany
- 1988 — Niezwykła podróż Baltazara Kobera, Les Tribulations de Balthazar Kober